# Maurice Ordonneau
Pour l’article homonyme, voir Louis Ordonneau.

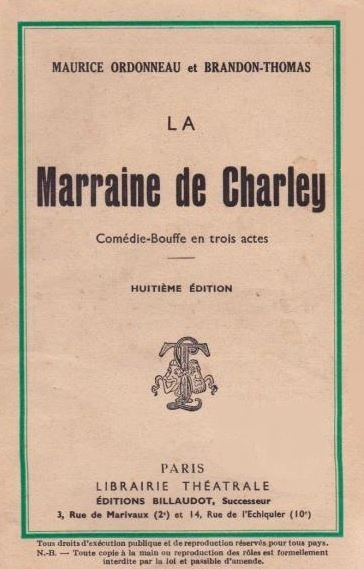
Adaptation française de La Marraine de Charley de Brandon Thomas (1895).

Maurice Ordonneau, né le 18 juin 1854 à Saintes et mort le 14 novembre 1916 à Versailles, est un dramaturge et compositeur français.
Fils d'un négociant en eau-de-vie, Maurice Ordonneau fut un auteur prolifique dans la création d'œuvres théâtrales. Il compose, avec souvent la collaboration d'autres auteurs dramatiques, compositeurs et musiciens, un grand nombre d'opérettes, opéra-bouffes, comédies et vaudevilles.
Pendant quelques mois, après la mort du dramaturge Jean Gascogne, Ordonneau a été chargé de la critique dramatique à La Libre Parole.

## Œuvres principales
- Les Rosières de carton, comédie, avec Henry Buguet, 1874 ;
- La Bague de Turlurette, comédie, avec Ernest Hamm, 1876 ;
- Les Vacances de Toto, comédie-vaudeville, avec Victor Bernard, 1876 ;
- Zigzags dans Versailles, comédie, avec Ernest Hamm, 1877 ;
- Les Cris-cris de Paris, comédie, avec 1877 ;
- Minuit moins cinq !, vaudeville, avec Victor Bernard, 1878 ;
- L'Assommoir pour rire, vaudeville, avec 1879 ;
- Théâtre de famille, opérette, avec Gustave Nadaud, avec Eugène Verconsin, 1880 ;
- Les Deux Chambres, opérette, avec 1880 ;
- Madame Grégoire, opérette, avec Paul Burani, 1881 ;
- L'Heure du berger, vaudeville, avec 1883 ;
- Le Réveil de Vénus, comédie, avec Paul Burani, avec Henri Cermoise, 1883 ;
- Les Parisiens en province, comédie, avec Hippolyte Raymond, 1883 ;
- L'Ablette, comédie, avec 1885 ;
- Les Petites Godin, comédie-vaudeville, avec 1885 ;
- Mon oncle!, comédie-bouffe, avec Paul Burani, 1885 ;
- Cherchons papa, vaudeville, avec Victor Bernard, 1885 ;
- Serment d'amour, opéra-comique, avec Edmond Audran, 1886 ;
- La Princesse Colombine, opéra-comique, avec Émile André, 1887 ;
- La Fiancée des verts poteaux, opéra-comique, avec Edmond Audran, 1887 ;
- Durand & Durand, comédie-vaudeville, avec Albin Valabrègue,1887 ;
- Maître Corbeau, comédie, avec Hippolyte Raymond, 1887 ;
- La Poupée, opéra-comique d'après Ernst Theodor Amadeus Hoffmann, avec Edmond Audran, 1888 ;
- Monsieur Coq-Héron l'avoué, comédie, avec Paul Siraudin, avec Alfred Delacour, Hippolyte Raymond et Lambert Thiboust, 1888 ;
- L'Oncle Célestin, opérette bouffe, avec Edmond Audran et Henri Kéroul, 1891 ;
- La Petite Poucette, vaudeville-opérette, avec Maurice Hennequin et Raoul Pugno, 1891 ;
- Les Boulinard, opérette, avec 1891 ;
- La Femme du commissaire, comédie-vaudeville, avec 1892 ;
- La Plantation Thomassin, vaudeville, avec Albert Vizentini 1892 ;
- Mademoiselle ma femme, opéra-comique, avec Frédéric Toulmouche, livret cosigné avec Octave Pradels 1893[3] ;
- Madame Suzette, opérette, avec André Sylvane et Edmond Audran, 1893 ;
- Cousin-cousine, opérette, avec Henri Kéroul, avec Gaston Serpette, 1893 ;
- La Vertu de Lolotte, comédie, avec 1894 ;
- L'Article 214, comédie, avec André Sylvane, 1895 ;
- La Marraine de Charley, comédie-bouffe, avec Brandon Thomas, 1895 ;
- Au coin du feu, opérette, avec 1895 ;
- La St-Valentin, opéra-comique, avec 1895 ;
- La Perle du Cantal, opérette, avec 1895 ;
- Le Pèlerinage, comédie, avec Maxime Boucheron, 1895 ;
- La Falote, opérette, avec Louis Varney et Armand Liorat, 1896 ;
- Paris quand même ! ou Les deux bigorret, comédie-bouffe, avec Ernest Grenet-Dancourt, 1896 ;
- Niobé, opérette, avec Harry Paulton, 1897 ;
- L'Auberge du Tohu-Bohu, vaudeville-opérette, avec 1897 ;
- Les Sœurs Gaudichard, opéra comique, 1899 ;
- Les Saltimbanques, opérette, avec Louis Ganne, 1899 ;
- Les Sœurs Gaudichard, opéra-comique, avec Edmond Audran, 1899 ;
- Le Curé Vincent, opérette, avec 1901 ;
- Madame Sherry, opérette, avec Hugo Felix, 1902 ;
- Le Jockey malgré lui, opéra-bouffe, avec Paul Gavault, 1902 ;
- L'Étude Tocasson, vaudeville, avec Albin Valabrègue, 1902 ;
- Le Voyage des Berluron, vaudeville, avec Ernest Grenet-Dancourt et Henri Kéroul, 1903 ;
- Les Hirondelles, opérette, avec Henri Hirschmann, 1904 ;
- Les Filles Jackson et cie, opérette, avec Justin Clérice, 1905 ;
- Une affaire scandaleuse, vaudeville, avec Paul Gavault, 1905 ;
- La D’moiselle du Tabarin, opérette, avec André Alexandre, 1910 ;
- Helda, opérette, avec Auguste M. Fechner, Tom de Godement et Michel Farlane, 1911 ;
- La Marquise de Chicago, opérette, 1911 ;
- Trois Amoureuses, opérette, avec 1912 ;
- La Petite Manon, opéra-comique, avec André Heuzé et Henri Hirschmann, 1913 ;
- Éva, comédie, avec Alfred Maria Willner, avec Robert Bodanzky, 1913 ;
- Le Roi des montagnes, opéra-comique, avec 1913 ;
- La Cocarde de Mimi-Pinson, opérette, avec Henri Goublier fils, 1915 ;
- La Demoiselle du printemps, opérette, avec Henri Goublier fils, Francis Gally et Georges Léglise, 1916.